# 拉沃 (孚日省)
拉沃（法語：Raves，法語發音：[ʁav] ⓘ）是法国大東部大區孚日省的一个市镇，属于孚日圣迪耶区。

## 地理
拉沃（48°15'47"N, 7°3'0"E）面积4.02 平方千米，位于法国大東部大區孚日省，该省份为法国东北部内陆省份，北起默兹省和默尔特-摩泽尔省，西接上马恩省，南至上索恩省和贝尔福地区省，东临上莱茵省和下莱茵省。
与拉沃接壤的市镇（或旧市镇、城区）包括：邦德拉沃利讷、贝尔特里穆捷、宽什、法沃河畔纳维莱尔、派尔和格朗吕、勒莫梅克斯。

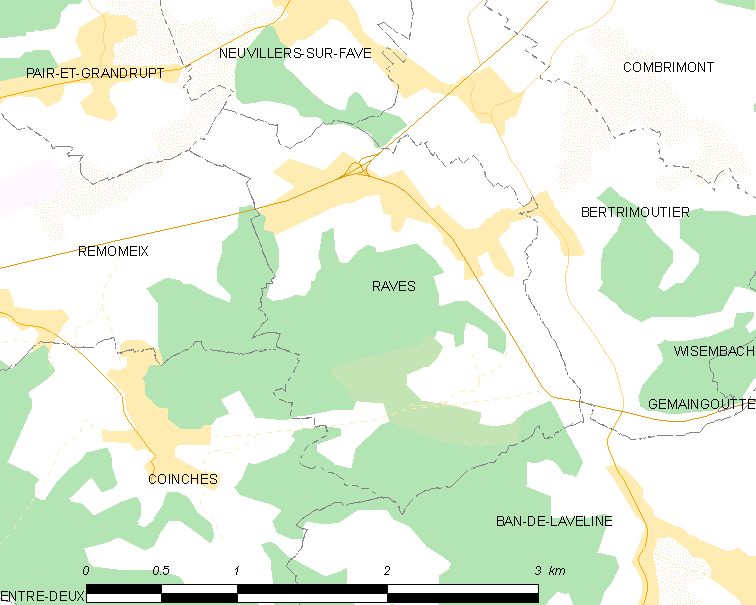
的OSM定位图

拉沃的时区为UTC+01:00、UTC+02:00（夏令时）。

## 行政
拉沃的邮政编码为88520，INSEE市镇编码为88375。

## 政治
拉沃所属的省级选区为孚日圣迪耶第二县。

## 人口

1962-2008年间人口变化图示

拉沃于2022年1月1日时的人口数量为480人。